# Pedetontus saltator
Pedetontus saltator är en insektsart som beskrevs av Peter Wolfgang Wygodzinsky och Schmidt 1980. Pedetontus saltator ingår i släktet Pedetontus och familjen klippborstsvansar. Inga underarter finns listade i Catalogue of Life.